# 239126 Tommygreathouse
239126 Tommygreathouse è un asteroide della fascia principale. Scoperto nel 2006, presenta un'orbita caratterizzata da un semiasse maggiore pari a 2,764369 UA e da un'eccentricità di 0,023060, inclinata di 6,506383° rispetto all'eclittica.
Fa parte della famiglia di asteroidi Witt.
Thomas K. Greathouse è uno scienziato planetario statunitense e membro del team dello spettrografo UV Alice nella missione New Horizons della NASA.